# Province de Cuenca
Pour les articles homonymes, voir Cuenca.
La province de Cuenca (en espagnol : Provincia de Cuenca) est une des cinq provinces de la communauté autonome de Castille-La Manche, dans le centre de l'Espagne. Sa capitale est la ville de Cuenca.

## Géographie
Située dans la partie orientale de la communauté autonome, la province de Cuenca couvre une superficie de 17 141 km2.
La province de Cuenca est bordée au nord par la province de Guadalajara, au nord-est par la province de Teruel (communauté autonome d'Aragon), à l'est par la province de Valence (Communauté valencienne), au sud par la province d'Albacete, au sud-ouest par la province de Ciudad Real, à l'ouest par la province de Tolède et au nord-ouest par la communauté de Madrid.

## Population
En 2002, la population de la province s'élevait à 202 715 habitants, dont un quart vivait dans la capitale.

## Subdivisions
La province de Cuenca est subdivisée en cinq comarques et 238 communes.

### Communes

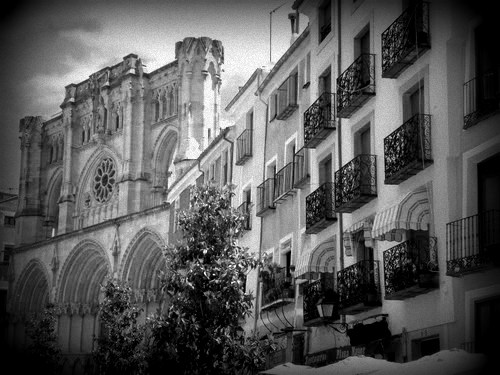
Cathédrale de Cuenca.
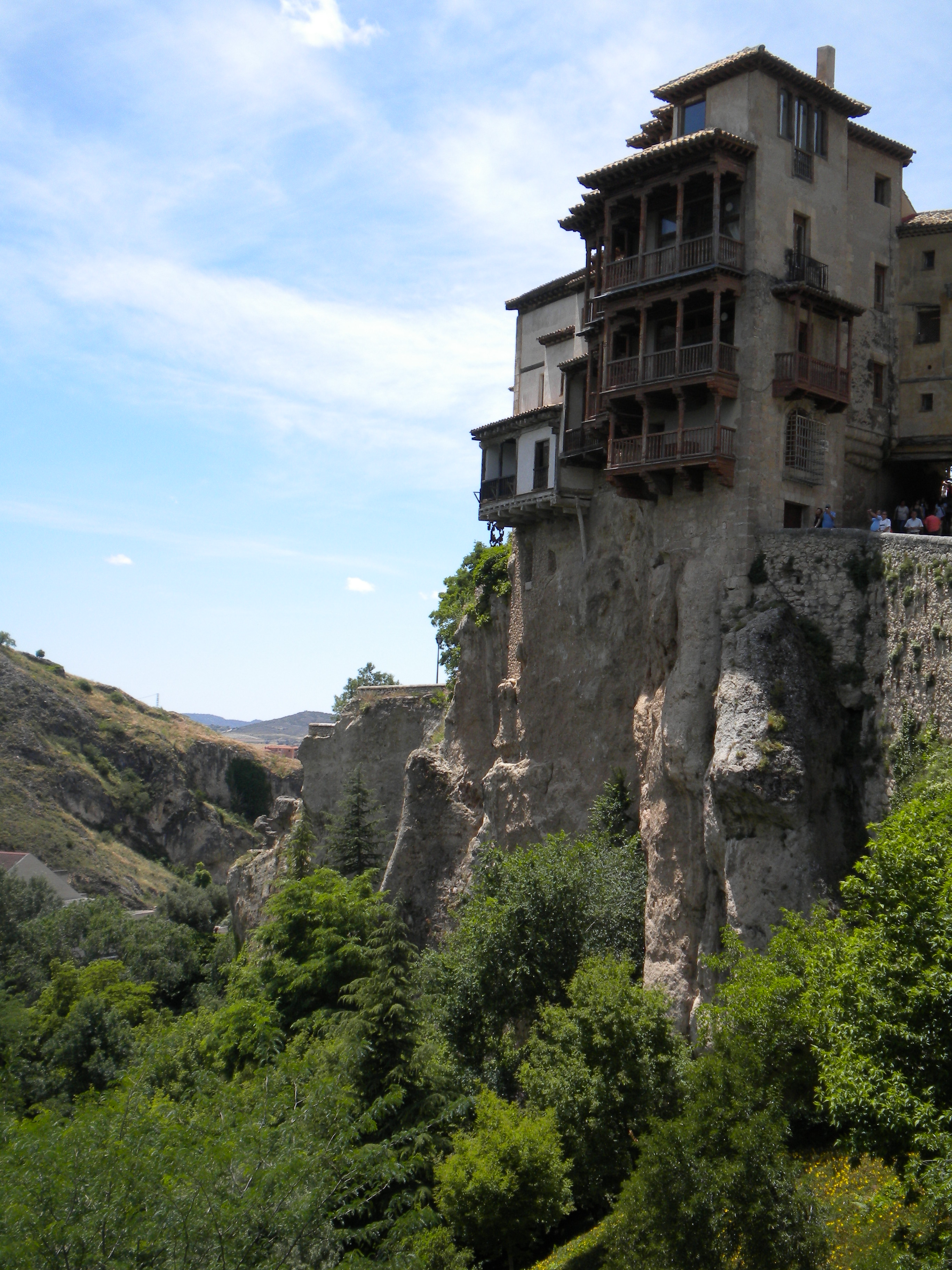
Maison de Cuenca (Espagne) - XVe siècle.

## Tourisme
Cuenca, cité médiévale, est indiquée comme une des plus belles villes d’Espagne vue du ciel.